# Pietro Nenni
Pietro Nenni (9. února 1891 Faenza – 1. ledna 1980 Řím) byl italský socialistický politik a novinář, dlouholetý vůdce Italské socialistické strany, ministr v mnoha italských vládách. Patřil k zakladatelům poválečné Italské republiky a od dvacátých do šedesátých let 20. století byl ústřední postavou italské levice. Úzce spolupracoval s italskými komunisty a v roce 1951 dostal od Sovětů Stalinovu cenu míru. Tu však po invazi Sovětského svazu do Maďarska roku 1956 vrátil a politicky se začal orientovat více středově; invazi Varšavské smlouvy do Československa roku 1968 pak okamžitě ostře odsoudil.
Nenni pocházel z chudých poměrů a svou politickou dráhu začal v řadách Italské republikánské strany. Organizoval protesty proti italsko-turecké válce roku 1911 a spřátelil se se socialistou a pozdějším diktátorem Benitem Mussolinim, s nímž na čas sdílel vězeňskou celu. V létě 1914 ještě bojoval za mír, ale brzy změnil názor a odešel dobrovolně bojovat do první světové války, kde byl těžce zraněn. Po ukončení války pomáhal zakládat fašistické hnutí. Z fašismu však brzy vystřízlivěl a když 23. března 1921 bojůvka černokošiláčů ničila sídlo socialistických novin Avanti!, šel ho bránit. Seznámil se přitom s ředitelem novin, dostal v nich místo zahraničního korespondenta a vstoupil do Italské socialistické strany. Později se sám stal šéfredaktorem a ředitelem Avanti! a levicovým novinářem zůstal až do svého nástupu do vysoké politiky po druhé světové válce. Jako antifašista musel roku 1926 odejít do exilu. Působil v Paříži, bojoval ve španělské občanské válce, roku 1943 byl zatčen Gestapem a vydán italské policii. Když se po Mussoliniho pádu dostal na svobodu, působil v odboji proti německým okupantům.
Nenni byl členem první poválečné vlády a pomohl prosadit zrušení monarchie a ustavení republiky. Působil pak ještě v řadě dalších vlád, z toho dvakrát v roli ministra zahraničí. Pokoušel se sjednotit levicové strany; vztah s komunisty ovšem ochladl po vpádu Sovětů do Maďarska roku 1956 a spojení se sociálními demokraty roku 1966 přineslo špatné volební výsledky, takže sjednocená strana se poté opět rozpadla. V polovině padesátých let začal svou stranu přibližovat politickému středu, takže se stala schopnou vytvářet středolevé koalice s křesťanskou demokracií, tehdy nejsilnější politickou stranou Itálie, a to pro socialisty znamenalo možnost prosadit některé body svého reformního programu. Nenni byl roku 1970 jmenován doživotním senátorem a jeho politické dědictví v roli vůdce socialistů převzal Bettino Craxi. Poslední významný politický akt vážně nemocný Nenni vykonal zhruba půl roku před smrtí, kdy se dostavil do Senátu, aby jako nejstarší přítomný člen komory vedl ustavující zasedání do zvolení nového předsedy, protože jinak by tato čestná funkce připadla bývalému fašistovi.

## Život

### Do první světové války

#### Mládí
Nenni se narodil 9. února 1891 ve městě Faenza v provincii Ravenna do chudé rodiny. Jeho rodiče Giuseppe a Angela Castellaniovi byli pachtýři hrabat Ginnasiových.
Nenni přišel ve věku pěti let (1896) o otce. V dubnu 1898, ve věku 7 let, byl svědkem násilí kavaleristů proti dělníkům a ženám, kteří během hladových nepokojů napadli pekárny. Tento incident ho silně ovlivnil a naplnil ho hněvem.
Díky zájmu hraběnky Ginnasiové, která chtěla, aby se stal knězem, se matce podařilo Pietra umístit do sirotčince Maschi Opera Pia Cattani. Tam brzy projevil svou vzpurnou povahu: v roce 1900, po atentátu na Umberta I., napsal na chodbě ubytovny Viva Bresci, Ať žije Bresci.
V roce 1908 byl Nenni zaměstnán jako písař v keramické továrně ve Faenze, ale po několika měsících byl propuštěn za účast na zemědělské stávce a zároveň vyloučen ze sirotčince, kde stále bydlel. Dne 5. dubna se v novinách Popolo di Faenza objevil jeho první článek. Další články mu vyšly v faentském republikánském týdeníku Il Lamone. Nenni vstoupil do Italské republikánské strany, účastnil se mnoha demonstrací a zažil své první dny ve vězení.
V roce 1909 Nenni podporoval politické stávky mezi dělníky mramorových dolů v Lunigianě a stal se ředitelem místního deníku Lo Svegliarino. Spolu s Eugeniem Chiesou byl jedním z organizátorů generální stávky na protest proti popravě španělského revolucionáře Francisca Ferrera Guardii. Na začátku roku 1910 krátce pracoval v katastru ve městě Santa Sofia (byl propuštěn kvůli „špatnému chování a politickým názorům“, jak zaznamenala policie), a po letní přestávce se přestěhoval do Forlì, kde byl jmenován tajemníkem nové republikánské družstevní organizace pro zemědělské dělníky. Stal se také redaktorem týdeníku Il Pensiero Romagnolo.
Dne 8. března 1911 se Nenni oženil s Carmelou Emilianiovou (1893–1966), známou jako Carmen, se kterou pak měl čtyři dcery: Giulianu (nar. 1911), Evu (nar. 1913), Vittorii (nar. 1915) a Lucianu (nar. 1921). Téhož roku 1911 byl Nenni jmenován tajemníkem nové republikánské pracovní komory ve Forlì, která vznikla po roztržce mezi republikány a socialisty.

#### Republikánský aktivista

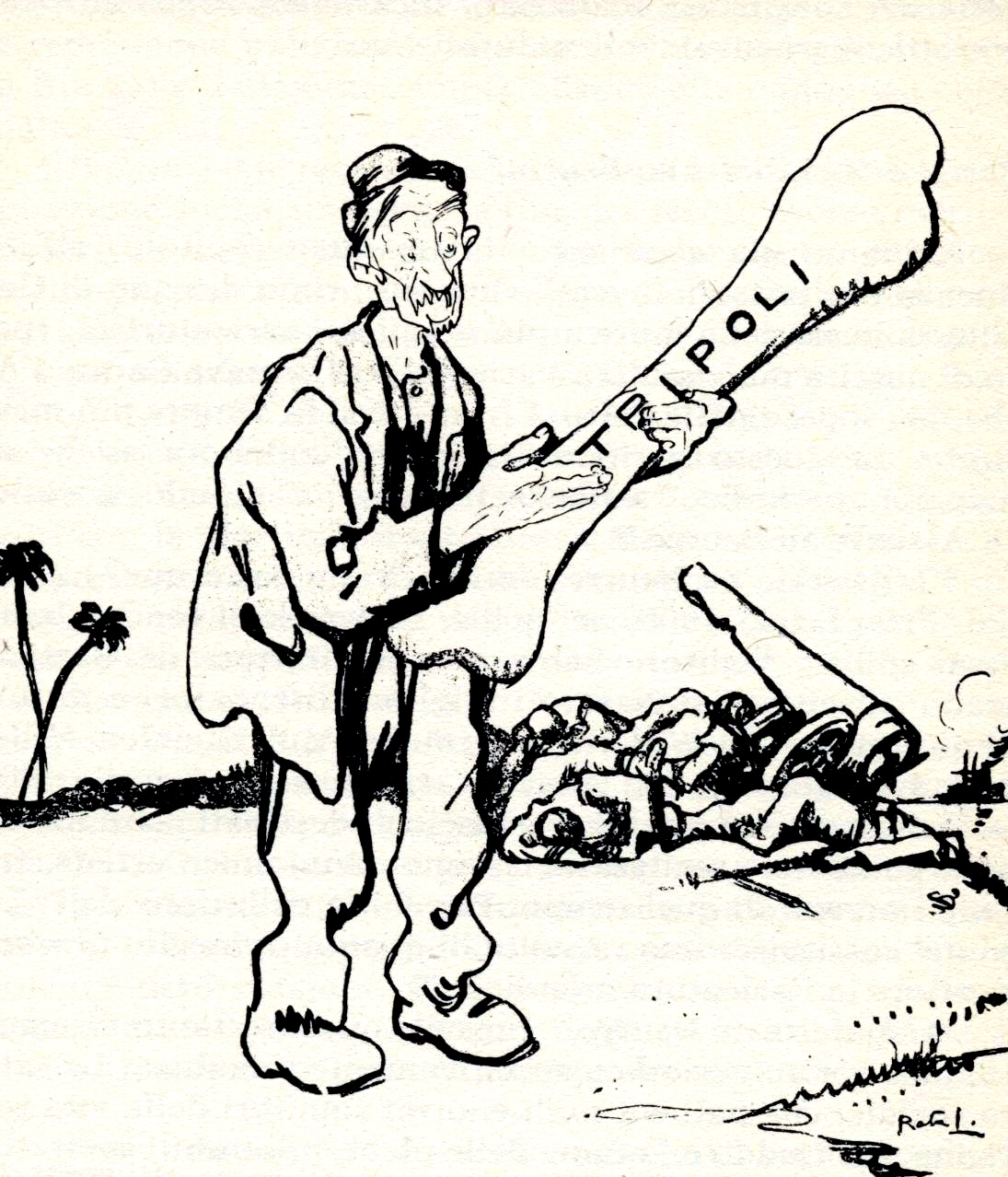
Gabriele Galantara, karikatura pro L'Asino proti válce v Libyi, 1911

Ve Forlì se Nenni seznámil s Mussolinim, tehdejším tajemníkem forliského socialistického hnutí a šéfredaktorem jeho oficiálního periodika L'idea socialista, který Mussolini přejmenoval na Lotta di classe. Přestože byli sousedé, byli nejprve protivníky (často docházelo k potyčkám mezi republikány a socialisty), ale později se spřátelili.

V září 1911 oznámil premiér Giolitti rozhodnutí italské vlády vyhlásit válku Osmanské říši a obsadit severoafrické oblasti Tripolitánie a Kyrenaika a ostrovy v Egejském moři zvané Dodekanské ostrovy. Nejrozhodnější odpor proti válce v Libyi vyjádřili Syndikální revolucionáři, mladí socialisté, zejména Amadeo Bordiga, ale také část republikánů včetně Nenniho, kteří se snažili válku blokovat demonstracemi a masovými stávkami. Generální konfederace práce vyhlásila na 27. září 1911 celodenní generální stávku, ale kvůli vnitřním rozporům v revolučním hnutí byla stávka úspěšná pouze ve Forlì. Forlì se „díky spojení socialistů a republikánů stalo nejpokrokovějším místem“ veřejné odpovědi na válku v Libyi. Během třídenních demonstrací ve Forlì od 25. do 27. září 1911 byl Nenni zraněn třemi ranami šavlí. Dne 14. října byl spolu s dvacetiletým Aureliem Lollim, portýrem republikánské pracovní komory ve Forlì, a Mussolinim zatčen a odsouzen k jednomu roku a patnácti dnům vězení. Lolli byl odsouzen na šest měsíců, Mussolini na rok a byl uvězněn v Bologni ve stejné cele jako Nenni. Po odvolání v Bologni byly tresty pro tři aktivisty sníženy: Nenni dostal 7 měsíců, Mussolini 5 měsíců a Lolli 4 a půl měsíce.

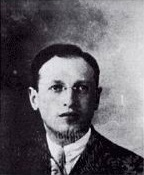
Pietro Nenni v roce 1912

V období mezi lety 1912 a 1915 pobýval Nenni v Marche v oblasti měst Pesaro, Jesi a Ancona, kde se věnoval intenzivní činnosti jako řečník a novinář. 

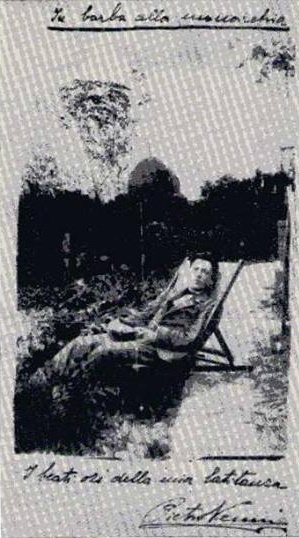
Nenni na útěku v Cingoli (MC) během jednoho ze svých mnoha procesů v roce 1914

Dne 27. listopadu 1913 byl Nenni jmenován tajemníkem Republikánského sdružení Marche a v prosinci se stal ředitelem Lucifero, republikánského časopisu v Anconě. Do Ancony se přestěhoval se svou rodinou a starou matkou Angelou Castellaniovou.

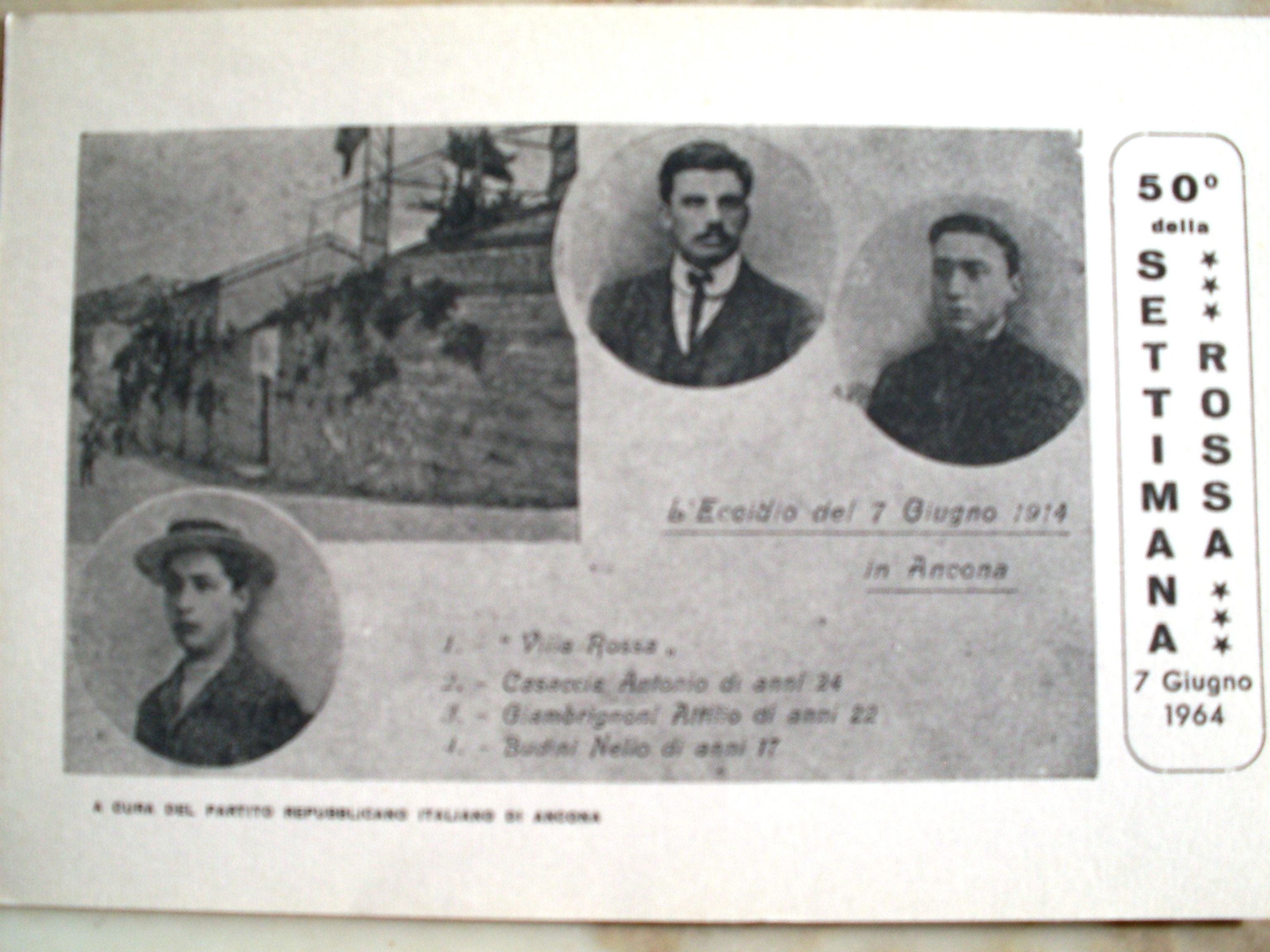
Pamětní pohlednice s portréty Antonia Casaccia, Attilia C(G)iambrignoniho a Nella Budiniho, tří protestujících, kteří byli zavražděni v Anconě 7. června 1914

Dne 7. června 1914 po ukončení protiválečného shromáždění konaného v budově Villa Rossa v Anconě, sídle Italské republikánské strany, policisté stříleli na účastníky opouštějící sál, přičemž zabili dva republikánské aktivisty a jednoho anarchistu. Následoval týden stávek a nepokojů, které byly na místní úrovni organizovány Nennim spolu s anarchistou Erricem Malatestou a na národní úrovni podporovány Mussolinim prostřednictvím socialistického deníku Avanti! V některých částech Itálie se tyto události staly skutečným povstáním lidu, známým jako Settimana rossa (Rudý týden).
Téměř všichni historikové potvrzují přítomnost Nenniho na shromáždění 7. června ve Villa Rossa a řadí ho mezi řečníky. Podle profesora Gilberta Piccininiho se však Nenni 7. června nacházel v Jesi, kde se také měly konat protiválečné protestní akce. Sám Nenni u výslechu 26. června uvedl, že ve Villa Rossa byl.

Komunistický historik Enzo Santarelli Nenniho pragmatismus v době ukončení stávky v Anconě zhodnotil takto: 
... v epicentru hnutí v době, kdy se ukazuje, že neexistují politická východiska, že republika je ještě v nedohlednu a že státní aparát vydržel, je právě Nenni, který předkládá na shromáždění svolaném pracovní komorou usnesení o ukončení stávky. Bez ohledu na velmi ostrou kritiku ze strany Mussoliniho, anarchistů a revolučních syndikalistů je třeba poznamenat, že to je právě republikánský agitátor spolu s dalšími místními vůdci, kdo navrhuje ukončení boje poté, co se CGdL stáhla a zakusila situaci v Romagně. Toto chování je již projevem zralého realismu a v okamžiku porážky také uchování chladné hlavy.

Nenni byl zatčen 23. června, zatímco Oddo Marinelli a Malatesta se dokázali dostat do exilu, první do Švýcarska, druhý do Anglie. Nenni byl vězněn v anconské věznici Santa Palazia. Soudní proces, který byl přesunut do L'Aquily kvůli „legitimním podezřením“, začal 19. listopadu. Nenni před soudem obhajoval vznešenost svých myšlenek: „Věřím s Mazzinim, že život je posláním a že jsme zde, abychom spolupracovali na boji lidstva za společnost svobodných a rovných.“ Nakonec byl spolu se všemi ostatními obviněnými amnestován na základě královské milosti z 30. prosince při příležitosti narození princezny Marie Savojské.
Nějaký čas poté Nenni prohlásil, že masakr za každou cenu chtěla anconská policie, která ho vyprovokovala a předem naplánovala ve spolupráci s reakčními silami.

#### Voják a fašista
O několik týdnů později, 28. června 1914, došlo k atentátu na arcivévodu Františka Ferdinanda d'Este, což vedlo k vypuknutí první světové války. Itálie nejprve zůstala neutrální, ale okamžitě se objevilo mnoho intelektuálů a politiků, kteří podporovali vstup do války po boku Francie, Spojeného království a Ruska proti Rakousko-Uhersku.
Také Nenni byl pro intervenci proti Rakousko-Uhersku. Došel k tomuto názoru, když byl vězněn v anconské věznici Santa Palazia, a vyjádřil ho v článku s názvem Chceme válku, protože nenávidíme válku, který díky spolupráci jednoho dozorce vyšel v Luciferu dne 6. září 1914.
Po vstupu Itálie do války (24. května 1915) se Nenni 27. května dobrovolně přihlásil do armády. Když byl poslán do vězení za odmítnutí složit přísahu králi, požádal o zásah republikánského ministra Salvatore Barzilaiho, aby byl poslán na frontu. Byl přijat na důstojnický kurz a úspěšně složil závěrečnou zkoušku s vynikajícím hodnocením, ale „[...] velmi nepříznivé informace o politické minulosti četaře Pietra Nenniho zabránily ministerstvu jmenovat ho důstojníkem“. Šel tedy na frontu jako vojín, i když brzy poté byl povýšen na desátníka: „Významný republikánský publicista Pietro Nenni, organizátor slavného Rudého týdne, dobrovolně odešel na frontu. Byl povýšen na desátníka za válečné zásluhy prokázané v různých operacích.“

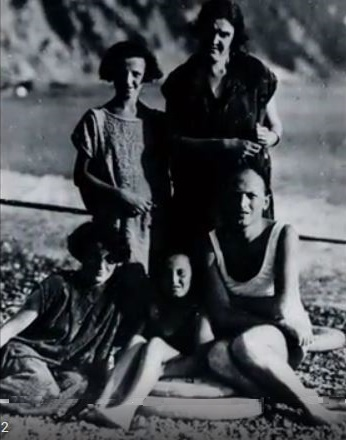
Pietro Nenni u moře v Santa Margherita Ligure se třemi dcerami (nejmladší je Vittoria) a manželkou Carmen před rokem 1921

Během třetí ofenzívy italských vojsk na Isonzu, která měla za cíl dobýt Gorici, se dne 31. října 1915 v Anconě narodila třetí dcera Nenniho, která dostala jméno Vittoria a druhé jméno Gorizia (tj. Gorice) na přání otce, který bojoval na frontě. Po útěku Nenniových do exilu v Paříži ve 20. letech jí doma říkali Vivà.
Koncem podzimu 1916, po šestnácti měsících nepřetržitého působení na frontě, byl Nenni těžce zraněn výbuchem sudu se střelným prachem a přijat do nemocnice v Udine, odkud byl pak poslán domů na zotavenou. V roce 1917 se během rekonvalescence náhodou seznámil s Giuseppem Pontremolim, redaktorem novin Il Secolo, stejně jako Nenni pocházejícím z Romagny, a díky němu převzal funkci redaktora novin Giornale del Mattino di Bologna a přestěhoval se s rodinou do Boloně. Bylo to poprvé, kdy Nenni stanul v čele deníku.
Po porážce u Caporetta 24. října 1917 Nenni požádal o návrat na frontu, kde si vysloužil povýšení na četaře a Vojenský kříž za statečnost. Po skončení války pokračoval ve vedení listu Giornale del Mattino, a to až do definitivního uzavření novin 31. srpna 1919.
Dne 10. dubna 1919, dvacet dní po shromáždění na Piazza Sansepolcro, naplněném revolučním a republikánským duchem, Nenni spoluzaložil první fašistický bojový svaz v Boloni. Podílel se na tom s republikánskými přáteli Mariem a Guidem Bergamovými i protofašisty, jako byli Marcello Serrazanetti, Leandro Arpinati a Dino Grandi. Důvody jeho vstupu do vznikajícího fašistického hnutí lze hledat nejen v dlouholetém přátelství s Mussolinim, ale také v touze bránit hodnoty a zájmy bývalých vojáků, kteří se potýkali s obtížným začleněním do civilního života po letech tvrdé války, a v odporu proti bolševické agitaci ze strany radikálního křídla Socialistické strany. To ho dokonce přivedlo k schvalování útoku a zničení sídla a tiskárny socialistického deníku Avanti!, právě těch novin, kterým později věnoval velkou část svého života.
Krátce nato však byl fašistický spolek rozpuštěn, protože u Nenniho a jeho republikánských přátel se objevily pochybnosti o skutečné revoluční povaze organizace a protože mnozí stoupenci nevybíravě používali násilí, a to i proti bezbranným lidem, kteří se vůbec nezapojili do politického boje. Již v červenci 1919 byla založena druhá a mnohem déle trvající fašistická boloňská organizace se sídlem ve Via Marsala 30. Jejími členy byli Serrazanetti, Grandi a Arpinati, který se stal jejím tajemníkem; působil zde mimo jiné i Gino Baroncini.
V následujících letech bylo zapojení Nenniho do raného fašismu jeho levicovými odpůrci kritizováno. Například roku 1931 Avanti! (tehdy noviny radikální - tzv. maximalistické - frakce Italské socialistické strany) o Nennim napsaly: „Republikán, rozzuřený vojáček, fašista, komunistický sympatizant, reformista, je zmenšenou reprodukcí Mussoliniho“. Ve stejném roce v rámci mezinárodní polemiky mezi socialisty a komunisty o plebiscit o rozpuštění pruského zemského sněmu a vztah k nacistům, Palmiro Togliatti označil Nenniho za „fašistu první hodiny“. Později, v roce 1933, ho komunistický představitel Giuseppe Dozza popsal v novinách Francouzské komunistické strany l'Humanité, jako „politického provokatéra, převlečeného fašistu, agenta nepřítele v řadách dělnické třídy“.
Po válce Nenni prožil období krize a ideového i politického přerodu. I přes nejistoty a pochyby začal na základě zkušeností z války považovat svou intervencionistickou pozici za chybnou a začal se vzdalovat Italské republikánské straně a přibližovat se k socialistickému hnutí. S rodinou se přestěhoval do Milána, kde pracoval v novinách Il Secolo, tehdy hlavním italském deníku, jako zahraniční zpravodaj. Jeho práce ho zavedla do Francie, Belgie, Rakouska a Československa. Velmi důležitá pro něj byla jeho cesta v roce 1920, kdy jako člen obchodní a politické mise, vedené senátorem Ettorem Contim, navštívil Gruzii. To mu umožnilo navázat kontakt se Sovětským svazem. V tomto roce definitivně opustil republikánskou stranu.

### Do druhé světové války

#### Socialista a novinářAvanti!
Nenniho rozhodnutí připojit se k socialismu vzešlo z náhodného podnětu: 23. března 1921 fašistická bojůvka devastovala novou milánskou budovu novin Avanti!, která byla ještě ve výstavbě. Nenni se k budově dostavil, aby pomohl jejím obráncům.

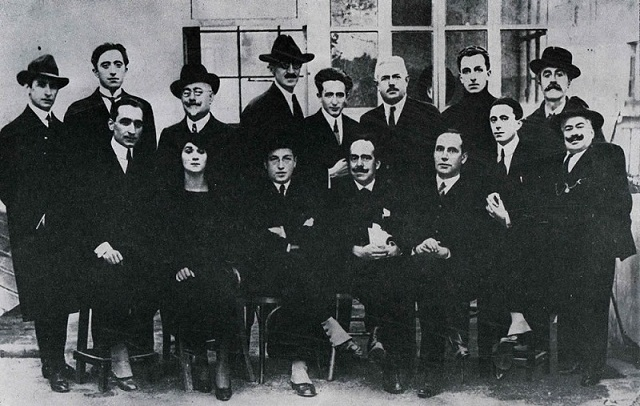
Redakce Avanti! v Miláně v roce 1921. První sedící zleva vedle sekretářky Fasanové je Guido Mazzali. Třetí sedící zleva, s návleky na nohou, je Pietro Nenni, vedle něj s knírem a brýlemi je Walter Mocchi. První vpravo nahoře je karikaturista Giuseppe Scalarini, před ním sedí Giuseppe Romita.

 Při té příležitosti se Nenni seznámil s ředitelem Avanti!, jímž tehdy byl Giacinto Menotti Serrati, který mu po několika dnech nabídl místo pařížského korespondenta novin na šestiměsíční zkušební dobu za 1800 franků měsíčně „včetně drobných výdajů na tramvaj, poštu atd.“ Poprvé se Nenniho podpis objevil v socialistickém deníku 19. dubna pod článkem Bankrot politiky Versailles. V Paříži se Nenni přihlásil do Italské socialistické strany (PSI).
Z Paříže se Nenni angažoval proti protekcionismu. Dne 1. října 1921 v Avanti! napsal:
Krizi tedy zhoršuje obchodní legislativa, politika zavřených dveří praktikovaná mnoha státy, rozmnožování malých státečků, které nedokáží politickou svobodu, již znovu získaly, oddělit od vytváření nových celních překážek.
NENNI, Pietro. L'assalto padronale contro i salari. Avanti!. 1. říjen 1921.
V tom kontextu razil Nenni výraz politika zavřených dveří (politica della porta sbarrata) jako označení celních bariér a obchodních překážek, které byly v období mezinárodní hospodářské krize po první světové válce mnoha zemím ukládány na základě Pařížské mírové konference.
Dne 1. prosince 1921 se v Santa Margherita Ligure narodila čtvrtá Nenniho dcera Luciana.
V té době se Nenni začal angažovat i ve straně a se jedním z nejaktivnějších politiků socialistického hnutí. Během XIX. sjezdu PSI konaného v Římě od 1. do 4. října 1922 se nepostavil na stranu reformistů kolem Filippa Turatiho, kteří pak byli ze strany 3. října vyloučeni.
Na druhou stranu když významná část vedení PSI po návratu z moskevského IV. sjezdu Komunistické internacionály v prosinci 1922 vyjádřila podporu sloučení PSI s Italskou komunistickou stranou, Nenni usiloval o udržení samostatné existence Socialistické strany. V lednu 1923 se objevil článek v Avanti!, v němž ředitel Giacinto Menotti Serrati vychvaloval fúzi s komunisty, kterou explicitně požadovalo vedení Kominterny. Ve stejném vydání novin publikoval šéfredaktor Pietro Nenni článek s názvem Likvidace Socialistické strany?, v němž fúzi označil za „likvidaci PSI pod cenou“. Tím podnítil hnutí proti sloučení, které se organizovalo kolem Národního výboru socialistické obrany, založeného v Miláně 14. ledna 1923, který obsadil Avanti! a zvolil předsedou parlamentní frakce Tita Nobiliho místo Francesca Buffoniho, který byl pro sloučení. Zastánci fúze naopak založili Národní unijní výbor. Oba směry se střetly v dubnu 1923 v Miláně na XX. sjezdu PSI, kde velká většina delegátů podpořila Nenniho proti fúzi. Její zastánci pak opustili stranu a spojili se s Italskou komunistickou stranou. Na sjezdu byl Nenni jmenován ředitelem Avanti!
Podle Nenniho oficiálního biografa Giuseppa Tamburrana by „jistě Nenni nevyhrál bez Avanti!, které se stalo jeho oblíbencem, možná víc než samotná strana. Kdyby zvítězil Serrati - který po porážce vstoupil do Komunistické strany - Socialistická strana by zmizela.“

#### ČasopisIl Quarto Stato
Dne 14. listopadu 1925 byla jako první antifašistická strana nuceně rozpuštěna Partito Socialista Unitario (Sjednocená socialistická strana) Filippa Turatiho, a sice kvůli neúspěšnému atentátu na Mussoliniho provedeného jejím členem Titem Zanibonim 4. listopadu předešlého roku. Proto Nenni navrhl vedení PSI, aby znovu přijalo do strany reformisty a Claudia Trevese přijalo zpět do Avanti!, čímž by se obnovila jednota všech socialistů, aby společně čelili fašismu. Vedení s výjimkou Giuseppa Romity Nenniho návrh zamítlo, a on 17. prosince 1925 opustil výkonný výbor PSI i vedení Avanti!

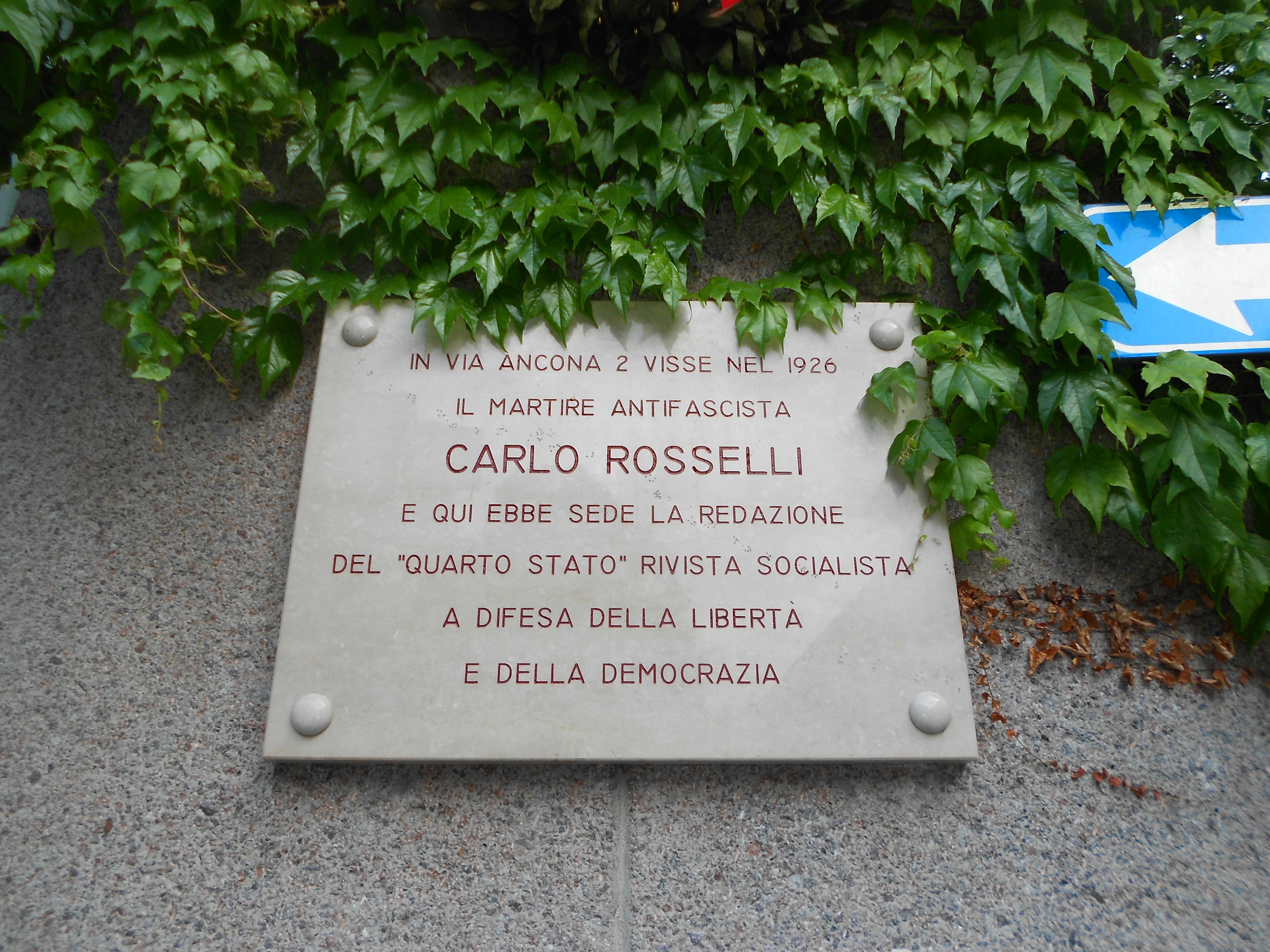
Pamětní deska na adrese Via Ancona 2 v Miláně, kde žil v roce 1926 protifašistický mučedník Carlo Rosselli a působila redakce socialistického časopisu Il Quarto Stato

Dne 27. března 1926 vyšlo první číslo týdeníku Il Quarto Stato, který Nenni založil spolu s Carlem Rossellim. Nenni popsal své první setkání s Rossellim ve slavném rozhovoru s Orianou Fallaciovou: „Seznámil jsem se s Carlem Rossellim mnoho let předtím, než ho fašisté zavraždili ve Francii i s jeho bratrem. Bylo to v roce 1925, poté co jsem napsal svým soudruhům dopis, ve kterém jsem podporoval potřebu dát naší kampani evropský rozměr a neuchylovat se k anarchistickým metodám, jako jsou atentáty. Jednoho rána zaklepal na mé dveře cizí člověk. Pustil jsem ho dovnitř a on mi řekl zhruba toto: Jsem Carlo Rosselli, profesor univerzity v Janově. Přečetl jsem si váš dopis vedení strany a velmi jsem ho ocenil. Jsem bohatý, nemám ekonomické problémy, které mnohé z vás zdržují. Přišel jsem vás požádat o spolupráci. Pracovali jsme pak spolu. Společně jsme založili Quarto Stato, časopis, ve kterém působili někteří z nejlepších lidí budoucí Akční strany.“ Rosselli spolu s Claudiem Trevesem a Giuseppem Saragatem 29. listopadu tajně obnovili rozpuštěnou PSU pod názvem Partito Socialista dei Lavoratori Italiani (PSLI), čímž obnovili staré označení Socialistické strany, které bylo přijato sjezdem v Reggio Emilia roku 1893.
Po roce 1925 se PSI rozdělila na autonomní maximalisty a fuzionisty, tedy zastánce sjednocení s reformisty. Ohledně fúze se měl vyjádřit sjezd svolaný na 14. listopad 1926, na kterém se měly diskutovat tři návrhy:
- První, nazvaný Socialistická obrana, nastolili většinoví maximalisté (Arturo Vella, Olindo Vernocchi, Momigliano, Nobili a další). Byli proti sjednocení s PSU, ale rozděleni ohledně návrhu Artura Velly nepřipojit se ke Kominterně, ale k Mezinárodnímu informačnímu byru revolučních socialistických stran, budoucímu Londýnskému byru, které vzniklo v roce 1926 se socialistickou maximalistkou Balabanovou jako tajemnicí.
- Druhý návrh zvaný Socialistická akce (Bacci, Mazzali, Morigi, Valeri) byl pro sjednocení, ale na nekompromisních levicových pozicích.
- Třetí, Výbor pro socialistickou jednotu v PSI (Nenni, Romita, Amedeo, Schiavi, Viotto), byl silně pro sjednocení s PSU.

Existovala i čtvrtá pozice, označovaná jako třeťointernacionalistická (Lazzari, Mancini, Clerici), pro připojení ke Kominterně, která nepředložila žádný návrh, ale své hlasy spojila s maximalistickým návrhem.
Tato diskuse, vyplývající ze tradičního svobodomyslného ducha socialistické strany, byla však zcela nevyhovující a neadekvátní v politické situaci, charakterizované omezováním svobody, likvidací nezávislosti odborů, postavení stávek mimo zákon a zrušením volených místních rad, tedy v nastupující fašistické diktatuře. Spory o fúzi tak nakonec nepřinesly žádné praktické výsledky, protože sjezd nemohl proběhnout v důsledku potlačení všech opozičních stran v Itálii, včetně Italské socialistické strany.
Nenni byl Mussoliniho režimem pronásledován především kvůli protifašistickým článkům v časopise Il Quarto Stato. Aby unikl útokům fašistických bojůvek, které dokonce obtěžovaly a zastrašovaly jeho dceru Vittorii, byl nucen odejít do exilu.
Dne 12. listopadu 1926 se Nenni společně s posledním tajemníkem Italské republikánské strany Mariem Bergamem, neprávem obviněným z účasti na boloňském atentátu na Mussoliniho z 31. října 1926, tajně dostal do Lugana, odtud pokračoval do Curychu a do Paříže. O několik měsíců později se připojila manželka Carmen se čtyřmi dcerami, které se pod záminkou dovolené v Santa Margherita Ligure dokázaly vymknout dohledu fašistické policie a překonat francouzskou hranici vlakem z Ventimiglie.

#### Exil
Během let pařížského vyhnanství Nenni významně přispěl k přežití socialistické strany a současně se snažil uzavřít spojenectví mezi italskými antifašistickými stranami v exilu. Již 6. prosince 1926 v Paříži vznikl první Výbor proti fašismu, složený z představitelů PRI, Partito Socialista Unitario Turatiho a Trevese a PSI Nenniho, s cílem zjistit, zda existují podmínky pro proměnu spolupráce mezi antifašistickými silami v trvalé spojenectví. Výbor usiloval o „společnou akci“, podpořenou spojenectvím nezávislých stran různých ideologických a politických směrů, ale sdílejících stejný program odporu proti fašismu.
Dne 28. března 1927 byla založena organizace Concentrazione antifascista (Protifašistická koncentrace), do níž se zapojila také Italská liga lidských práv a zahraniční kancelář Confederazione Generale Italiana del Lavoro (CGIL) socialisty Bruna Buozziho. V květnu 1928 Ústřední výbor Concentrazione označil za konečný cíl antifašistického boje zřízení demokratické republiky pracujících v Itálii.
V předvečer sjezdu PSI v Grenoble 16. března 1930 došlo k rozkolu s „fúzionistickým křídlem“, které vedl Pietro Nenni. Toto křídlo se pak 19. července 1930 spojilo s PSULI Turatiho, Trevese a Saragata ve stranu Partito Socialista Italiano-Sezione dell'Internazionale operaia socialista (PSI-IOS) na XXI. sjezdu socialistů v exilu v Paříži, kde byl generálním tajemníkem zvolen Ugo Coccia. Maximalisté, kteří byli proti fúzi s reformisty, pokračovali jako Partito Socialista Italiano (massimalista), v jejímž čele byla Angelica Balabanova. Díky své neúnavné činnosti byl Nenni na XXII. sjezdu PSI-IOS konaném v Marseille dne 18. dubna 1933 zvolen tajemníkem za Uga Cocciu, který zemřel 23. prosince 1932. Po rozkolu a vzniku PSI-IOS byl Nenni nucen opustit vedení Avanti! (které zůstalo v rukou maximalistů) a založil nový časopis s názvem Il Nuovo Avanti.
Původní program Nenniho „koncentracionistického“ hnutí vedl k dohodě s hnutím Giustizia e Libertà Carla Rosselliho, které potvrdilo svůj vstup do Koncentrace (říjen 1931); jeho pozdější směřování k dohodě s Komunistickou stranou Itálie však vedlo v květnu 1934 k definitivnímu zrušení Koncentrace. Smlouva o jednotné akci s komunisty, podepsaná Nennim v srpnu 1934, nezastírala ideologické a taktické rozdíly obou politických formací a zdůrazňovala jejich plnou autonomii. V říjnu 1935 Nenni spolu s KSI podpořil svolání kongresu exilových Italů proti italsko-etiopské válce.

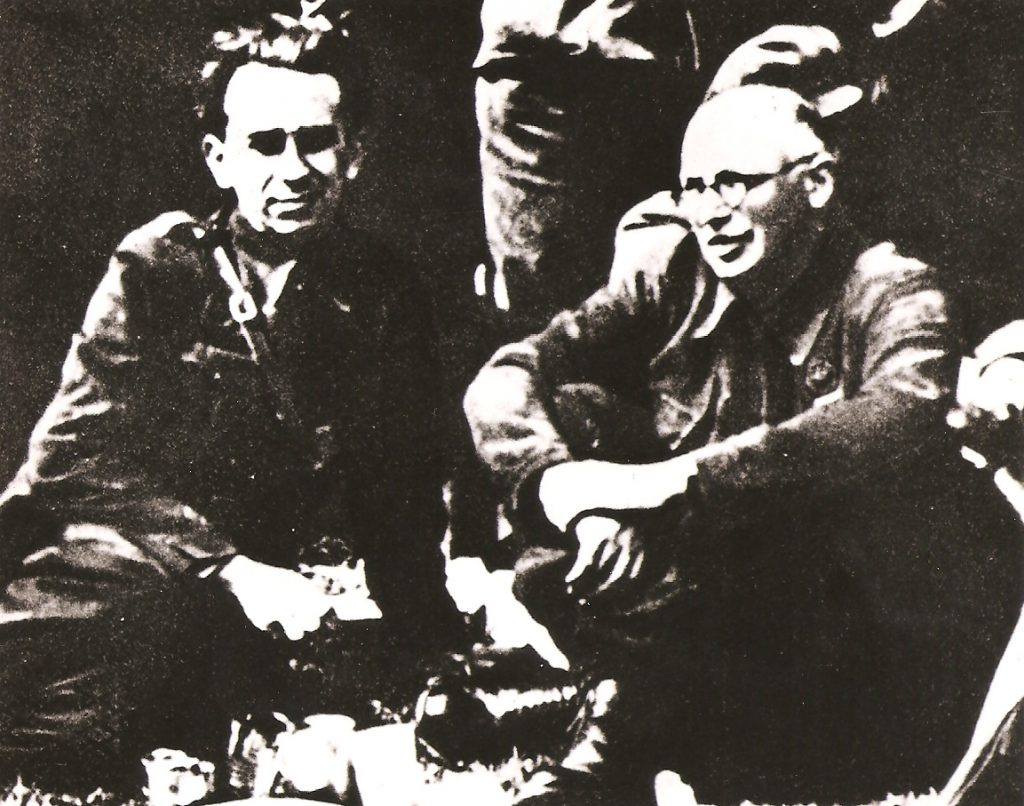
Luigi Longo (vlevo) a Pietro Nenni ve Španělsku během španělské občanské války (1936)

Dne 27. října 1936, za španělské občanské války, republikáni, socialisté a komunisté podepsali v Paříži zakládající listinu Garibaldiho praporu, jehož velitelem byl jmenován Randolfo Pacciardi. Toto vojenské oddíly byly začleněny do Mezinárodních brigád. I Nenni odešel bojovat po boku demokratů z celého světa a byl jmenován politickým komisařem divize a zástupcem Mezinárodní dělnické internacionály. Za války si psal deník a vydal knihu Španělsko, která kromě popisu historických a politických událostí války obsahuje sbírku Nenniho projevů o významu španělské občanské války. Do Francie se vrátil po pádu Barcelony 26. ledna 1939.
Zanedlouho vypukla druhá světová válka. Po vstupu Itálie do války a německé okupaci severní Francie (červen 1940) se Nenni rozhodl opustit Paříž a s rodinou se usadil v poloilegalitě v Palaldě v Pyrenejích. V říjnu 1941, po nacistickém útoku na Sovětský svaz a zrušení paktu Ribbentrop–Molotov, byla v Toulouse podepsána nová dohoda o jednotné akci mezi italskými socialisty a komunisty, která zahrnovala i hnutí Giustizia e Libertà.
8. února 1943, v předvečer svých narozenin, byl Nenni zatčen Gestapem v Saint-Flour na adrese Rue de la Franze 13, ve vichistické Francii, a poté byl převezen do Paříže, kde byl přibližně měsíc vězněn v káznici Fresnes. 5. dubna pak byl předán dvěma italským karabiníkům na hranicích u Brenneru, pravděpodobně na žádost Mussoliniho, který poté tvrdil, že Nenniho zachránil před deportací do nacistických koncentračních táborů. Také Nenniho dcera Vittoria, zatčená v Paříži v roce 1942, se mohla zachránit před deportací do koncentračního tábora v Osvětimi tím, že by se přihlásila k italské národnosti, jak jí navrhl velitel pevnosti Romainville, kde byla zadržována, ale odmítla to s tím, že se cítí být Francouzkou a chce následovat osud svých spoluvězňů, a z obavy, že by to mohlo posloužit k vydírání jejího otce. Stejný osud jako Nenniho čekal i odboráře Bruna Buozziho, socialistu, a Giuseppa Di Vittoria, komunistu, kteří byli v roce 1941 rovněž zadrženi gestapem v Paříži, převezeni do Německa, v Brennerském průsmyku předáni italským karabiniérům, a poté posláni do vnitřního vyhnanství.

#### Odboj
V Itálii byl Nenni nejdříve vězněn v Carcere di Regina Coeli v Římě, a pak odeslán do vyhnanství na ostrov Ponza. 27. července 1943, tři dny po zasedání Velké fašistické rady, která sesadila Duceho, z okna svého pokoje Nenni zahlédl Mussoliniho a zapsal si do deníku: "Teď vidím dalekohledem Mussoliniho: je také u okna, v košili bez rukávů a nervózně si utírá čelo šátkem. Život je plný žertů! Před třiceti lety jsme byli společně ve vězení, spojeni přátelstvím, které vypadalo, že dokáže vzdorovat bouřím života [...] Dnes jsme oba uvězněni na stejném ostrově: já rozhodnutím jeho, on rozhodnutím krále a dvorních, vojenských a finančních kruhů, které jej proti nám a proti lidu využívali a které se dnes, v naději na přežití po pádu fašismu, od něj distancují."
Pár dní poté byl Nenni propuštěn. Mezi 22. a 24. srpnem 1943 se v Římě spolu s Sandrem Pertinim a Giuseppem Saragatem podílel na sjednocení Italské socialistické strany (PSI) s Movimento di Unità Proletaria, hnutím, které vedl Lelio Basso, a vytvořili tak stranu tehdy zvanou Partito Socialista Italiano di Unità Proletaria - PSIUP (bez vztahu k pozdější Partito Socialista Italiano di Unità Proletaria, která převzala pouze jméno). Nový subjekt vznikl v ideové a historicko-politické kontinuitě s původní PSI a Nenni se stal jeho národním tajemníkem.
Nenni se pak zapojil do protiněmeckého odboje. Během německé okupace Říma se uchýlil na území Svatého stolce, ale byl jedním z nejvlivnějších členů partyzánské jednotky Brigate Matteotti.
Dne 15. října 1943 se mu díky falešným dokumentům podařilo uniknout zatčení po tajné schůzce PSIUP na Via Nazionale, které postihlo Pertiniho a Saragata. Poté vyvíjel tlak na socialistické aktivisty, aby co nejdříve zorganizovali útěk obou spolustraníků.. 24. ledna 1944 skupina socialistických partyzánů z Brigate Matteotti proto zařídila jejich útěk z vězení Carcere di Regina Coeli. Akci, která měla dobrodružný průběh, naplánoval a vedl Giuliano Vassalli a podílelo se na ní několik socialistických partyzánů (Giuseppe Gracceva, Massimo Severo Giannini, Filippo Lupis, Ugo Gala, Alfredo Monaco), vězeňský lékař a jeho manželka Marcella Ficca Monaco. Těm se podařilo Saragata a Pertiniho přesunout z 3. německého křídla do 6. italského křídla věznice, a pak vytvořit falešné propouštěcí rozkazy, které sestavil sám Vassalli. Oba byli poté propuštěni spolu s dalšími socialistickými představiteli Luigim Andreonim, Luigim Allorim, Carlem Braccou, Ulissem Duccim a Torquatem Lunedeim. Sám Pertini později tyto události popsal v rozhovoru pro Orianu Fallaciovou v roce 1973, a dodal, že musel vyjednávat, aby dostal ven i ostatních pět, a že když se o tom dozvěděl Nenni, prý vybuchl: „Hlavně osvoboďte Peppina! Sandro už ve vězení byl, je na to zvyklý“. Odvážná partyzánská akce pravděpodobně zachránila životy obou budoucích prezidentů italské republiky, kteří, kdyby zůstali ve vězení Regina Coeli, by byli nejspíš zahrnuti do seznamu politických vězňů určených k likvidaci v Ardeatinských jeskyních.
V souvislosti s atentátem na Via Rasella 23. března 1944, který provedli gappisté, a následným masakrem v Ardeatinských jeskyních dne 24. března 1944 existují dvě protichůdné verze toho, jaký postoj Pietro Nenni k událostem zaujal. Budoucí premiér Ivanoe Bonomi, který patřil mezi antifašisty ukryté v Lateránu na papežské půdě, ve svém deníku 31. března zaznamenal zprávu o „bezprecedentní německé brutalitě“, omylem datované „pár dní po výbuchu bomby na Via Rasella“. Prý se podrobnosti o útoku dozvěděl od Pietra Nenniho a atentát přičetl „nějakým extremistům“. Poté uvedl, že na žádost Nenniho souhlasil s napsáním „poznámky vyjadřující odpor a protest“ proti masakru v Ardeatinských jeskyních, kterou měl šířit ilegální tisk. Vzhledem k tomu, že Nenni ve svém deníku zaznamenal detaily útoku již 26. března, historik Enzo Forcella považuje za neuvěřitelné, že by ještě 31. března (datum Bonomiho poznámky) v Lateránském paláci nevěděli, že útok neuskutečnili „nějací extremisté“, ale jednotka Italské komunistické strany, která se již k útoku přihlásila; takže předpokládá, že předseda Výboru národního osvobození (Comitato di Liberazione Nazionale, CLN) Bonomi zjevně lhal „[...] pro budoucí historickou paměť, aby se od útoku distancoval a zároveň ztížil rekonstrukci konfliktu, na který všichni aktéři měli z různých a protichůdných důvodů zájem zapomenout“.
Podle vzpomínek kardinála Pietra Palazziniho, tehdy mladého monsignora, který pomáhal politickým uprchlíkům v Lateránu, po obdržení zprávy o masakru členové CLN diskutovali o budoucích protiněmeckých operacích a většina se rozhodla pouze pro sabotážní akce, vylučující útoky na vojenské jednotky „které by pak následkem reakce stály tolik italské krve“. Také měl podle Palazziniho Nenni živě protestovat proti rozhodnutí ukončit útoky a prohlásit: „Pokud nikdo nebude házet na Němce bomby, hodím je já.“ Prý ho pak uklidnil Alcide De Gasperi, který ho jemně napomenul: „Zůstaň v klidu, Pietro, nedělej tu Marata“. Toto radikální zobrazení socialistického vůdce však kontrastuje s opatrnějším postojem, který Nenni vyjádřil ve svém deníku 23. března 1944 (když ještě nebyl informován o útoku na Via Rasella), když ohledně likvidace partyzánské skupiny v Modensku napsal, že protože „[...] se rolníci třesou před německým nebezpečím vypálení vesnic, vyplenění dobytka, zdecimování obyvatelstva, jak se stalo na různých místech“, kromě stávek „zbývají dvě bojové zbraně: sabotáž proti Němcům a odvetné akce proti fašistům, zákon odplaty“.

### Poválečná Itálie

#### Boj o republiku
Nenni, nezlomný zastánce republiky, byl proti Salernskému obratu navrženému Togliattim v dubnu 1944, který odložil otázku státoprávního uspořádání Itálie až na dobu po porážce nacistů a fašistů. Proto odmítl účastnit se jak druhé vlády Badoglia, tak druhé vlády Bonomiho, které byly přímým důsledkem tohoto obratu.
V březnu 1945 Nenni napsal dopis, ve kterém si u spojeneckého velení stěžoval na nepřesnost leteckého bombardování měst v Benátsku, které způsobovalo neustálé ničení kulturního dědictví a oběti mezi civilním obyvatelstvem, a přitom jen málo škodilo Němcům a přinášelo jim propagandistickou výhodu.
V pátek 27. dubna 1945, když v severní Itálii končilo osvobozování území od německé okupace, se v časopise Avanti! objevil Nenniho článek, jehož titul se proslavil: Vento del Nord (Severní vítr). V článku Nenni oslavil úsilí partyzánů a identifikoval ve vůli severních Italů k odplatě a obnově „vítr“, který odvane pozůstatky režimu, který řídil Itálii přes dvacet let: „Vítr osvobození od nepřítele zvenčí i uvnitř.“ Nazítří 28. dubna 1945 dorazila do Říma zpráva o Mussoliniho smrti. Sandro Pertini, který byl v té době s Nennim v redakci Avanti!, později vyprávěl, že Nenni, bývalý blízký přítel a spoluvězeň budoucího Duceho, tehdy ještě socialisty, měl „červené oči, byl velmi dojatý, ale přesto diktoval titulek: Giustizia è fatta, Spravedlnosti bylo učiněno zadost“.
Brzy po skončení války, 20. května 1945, dostal Nenni zprávu o smrti své dcery Vittorie v Osvětimi. Později si do deníku zapsal: „Připadá mi, že ten, kdo může zdobit hrob, si zachová aspoň zdání spojení se svými mrtvými. U mě to tak není, přemýšlím zoufale o své Vittorii a nemám ani hrob, kam bych mohl směřovat své kroky. 31. října byly narozeniny mé dcery. Bylo by jí třicet let a celý život před ní... oč by bylo lepší, kdybych já místo ní nedosáhl cíle.“
Po skončení války se socialističtí maximalisté v exilu, kteří se od Nenniho oddělili v roce 1930, vrátili do PSIUP. V červnu 1945 Nenni přijal pozvání k účasti v první poválečné vládě, vedené členem CLN Ferrucciem Parrim (21. června 1945 – 10. prosince 1945). Stal se místopředsedou vlády a od 12. srpna 1945 také ministrem bez portfeje pro Ústavodárné shromáždění. Odešel také z politického vedení PSIUP, které předal Sandrovi Pertinimu.

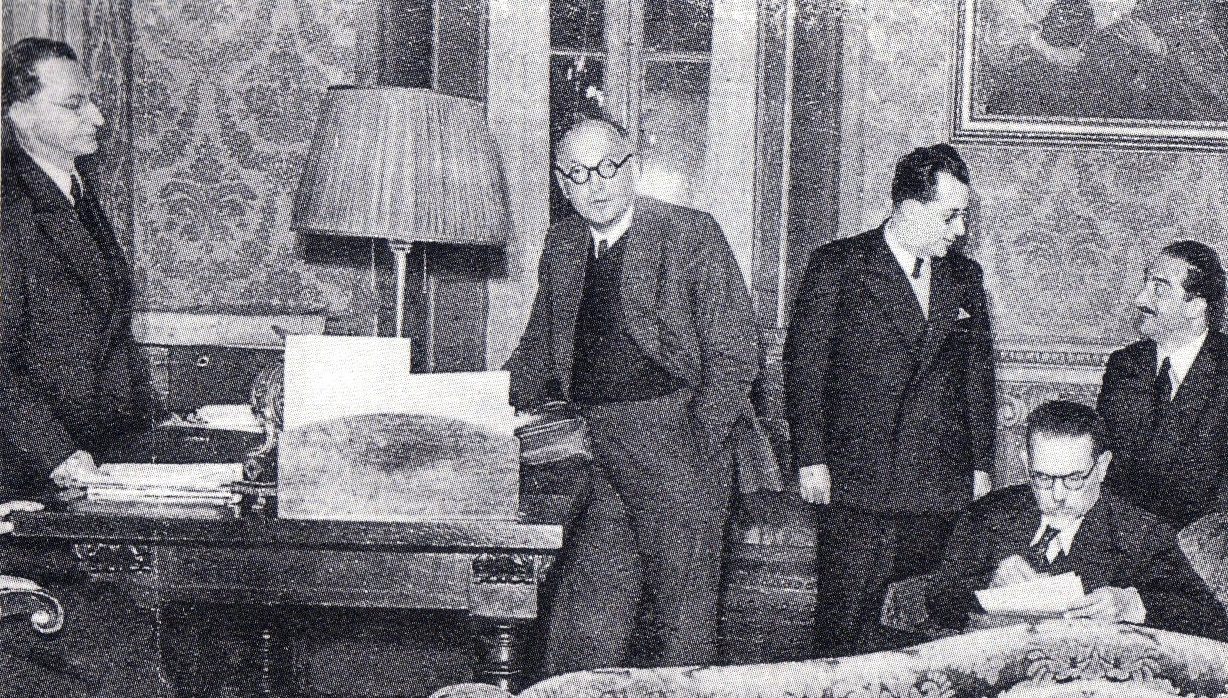
Předsedové stran zastoupených v první vládě De Gasperiho: Alcide De Gasperi, Pietro Nenni, Palmiro Togliatti, Leone Cattani a Emilio Lussu

Nenni by také členem první vlády De Gasperiho (10. prosince 1945 – 14. července 1946), ve které zastával pozice místopředsedy vlády a ministra pro Ústavodárné shromáždění. V této roli se vehementně angažoval pro sloučení voleb do Ústavodárného shromáždění s referendem o zrušení monarchie. Zavedení republiky bylo jeho ideálem od mládí a pro dosažení tohoto cíle vynaložil veškerou svou energii; proslavilo se jeho heslo O la Repubblica, o il caos! (Buď republika, nebo chaos!). Dne 5. června 1946, po vyhlášení výsledků ústavního referenda, které monarchii zrušilo, vyjádřil šéfredaktor deníku L'Avanti! Ignazio Silone vděk socialistických voličů jejich vůdci za jeho neúnavnou snahu o republiku. Článek nesl titulek: Grazie a Nenni, Díky Nennimu.
V parlamentních volbách v roce 1946 dosáhla Nenniho strana PSIUP ohromného úspěchu a stala se nejúspěšnější politickou silou italské levice (20,68 % hlasů ve srovnání s 18,93 % komunistů) a druhou nejúspěšnější politickou stranou celkem po křesťanské demokracii (35,21 %). Nenni byl poprvé zvolen do parlamentu.
Ve druhé vládě Alcida de Gasperiho (4. července 1946 – 20. ledna 1947), první republikánské vládě republiky, zastával Nenni funkci ministra bez portfeje pro ústavodárné shromáždění až do jejího zrušení. Od 18. října 1946 do 28. ledna 1947 byl ministrem zahraničí, kde nahradil De Gasperiho, jenž do té doby tuto pozici prozatímně vykonával.

#### Nástup studené války
Pietro Nenni byl ateista, podporoval úzký vztah mezi socialisty a Italskou komunistickou stranou a zahájil politiku „lidové fronty“. 27. října 1946 uzavřel novou smlouvu o jednotné akci s komunisty, které zastupovali Togliatti, Longo a Scoccimarro. V důsledku snahy o úzkou spolupráci s komunisty došlo v lednu 1947 PSIUP k „rozkolu v paláci Barberiniů“, který vedl Giuseppe Saragat a z něhož vzešla strana Partito Socialista dei Lavoratori Italiani, později PSDI. Aby se odštěpencům zabránilo zmocnit historického názvu strany PSIUP, strana na návrh Olinda Vernocchiho převzala název Partito Socialista Italiano. Nenni byl velmi zklamaný z vnitrostranického rozbroje, který vedl jeho přítel a rival Giuseppe Saragat, ale musel se s ním smířit: rozkol byl, jak napsal, způsoben „silou okolností“. 2. února 1947 pak Nenni rezignoval na post ministra zahraničních věcí, což předcházelo vyloučení levicových stran z vlády, které De Gasperi provedl o několik měsíců později. V říjnu byl odchod sociálních demokratů částečně kompenzován vstupem bývalých členů Partito d'Azione (Lussu, Lombardi, Bobbio, De Martino) po na rozpuštění této strany.
V klíčových parlamentních volbách dne 18. dubna 1948 byl Nenni zastáncem Demokratické lidové fronty, volební koalice levicových sil s Togliattiho komunisty. Tato kandidátní listina však získala nižší výsledek než se čekalo (31 % hlasů v Poslanecké sněmovně a 30,76 % v Senátu), zatímco Křesťanská demokracie jasně zvítězila (více než 48 % platných hlasů); během legislativního období se vystřídaly tři vlády De Gasperiho. Pro socialisty to byla dvojnásobná porážka, protože jejich kandidáti uspěli mnohem hůře než komunističtí.
Na XXVII. mimořádném sjezdu, který následoval (Janov, 27. června – 1. července 1948), ztratil Nenni většinu. Napřesrok na XXVIII. sjezdu ve Florencii však byl potřetí zvolen národním tajemníkem Italské socialistické strany. Tuto funkci vykonával nepřetržitě dalších čtrnáct let (1949-1963), což jej činí nejdéle sloužícím tajemníkem v historii PSI, pokud započítáme období, kdy byl tajemníkem PSI a PSIUP v exilu ve Francii. Rekord v nepřetržitém vedení strany však drží Bettino Craxi, který byl tajemníkem od 15. července 1976 do 11. února 1993, tedy téměř 17 let.
V těchto letech, poznamenaných nástupem studené války, Nenni odmítal připojení Itálie k Severoatlantické smlouvě, proti níž stavěl „legitimní politický požadavek neutrality“. Nevěřil totiž, že vojenská spojenectví jsou nástrojem upevňování míru a chtěl nastolit atmosféru uvolnění a nových vztahů spolupráce mezi národy. Proto také s nedůvěrou vnímal ekonomickou pomoc Marshallova plánu, který považoval za „ekonomický nástroj Trumanovy doktríny a politiky Wall Streetu“ a v každém případě mu přikládal nepřímý vojenský význam. Zároveň Nenni neopomíjel při výkladu vůle národů zohlednit „[...] chladnokrevnost a sebeovládání, které projevují země východní Evropy a Sovětský svaz“ ani zdůraznit, že „národní důvod, pro který se socialisté, nejen od včerejška nebo předvčerejška, ale vždy od roku 1918, shromažďovali kolem Sovětského svazu, spočívá právě v tom, že v této obrovské zemi viděli pro nás Italy možnost lepšího zajištění“. Po podepsání Atlantické smlouvy Nenni svolal zakládající konferenci Světového hnutí obránců míru konanou v Paříži 21. dubna 1949 s účastí delegátů ze 72 zemí – včetně více než tisíce z Itálie – a navrhl vytvoření Stálé rady pro mír.

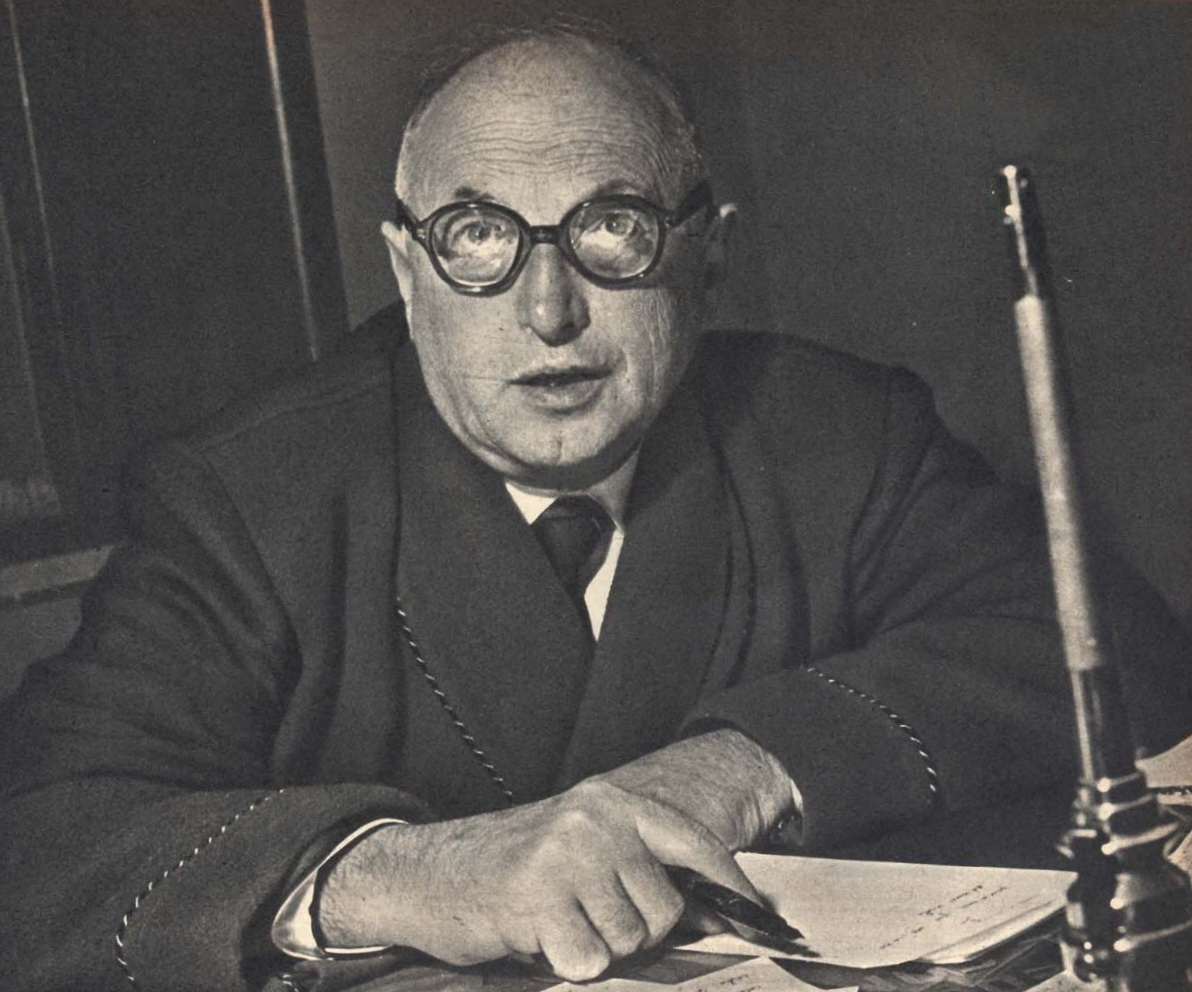
Pietro Nenni v roce 1954

V roce 1951 Nennimu Sověti udělili Stalinovu mírovou cenu, kterou si státník osobně vyzvedl v létě 1952. Během návštěvy Ruska mu bylo také umožněno soukromé setkání se Stalinem, který zemřel necelý rok poté. Nenni tak byl posledním západním politikem, který sovětského diktátora navštívil.
V předvečer voleb roku 1953 Nenni bojoval proti novému volebnímu zákonodárství navrženému křesťanskými demokraty a ve volbách uspěl: jeho PSI získalo povzbuzujících 12,7 % hlasů a jen o málo mu unikla prémie pro vítěze, kterou tolik kritizovaný zákon nabízel. Bylo to také naposledy, kdy Nenni kandidoval jako naprostý protivník křesťanských demokratů.

#### Obrat k politickému středu
Na XXXI. sjezdu PSI (Turín, březen-duben 1955) se Nenni stal zastáncem otevření směrem ke katolickému světu a dohody s křesťanskou demokracií včetně přijetí výkladu Severoatlantické smlouvy jako obranné a geograficky ohraničené. Tato linie našla podporu u předsedy poslanecké sněmovny Giovanniho Gronchiho, vůdce křesťanskodemokratické levice kritické k atlantismu. Dne 29. dubna 1955 byl Gronchi zvolen prezidentem republiky, když konzervativního kandidáta Cesara Merzagoru porazil rozhodujícími hlasy socialistů a komunistů. Otevření křesťanských demokratů vůči levici však probíhalo jen postupně.
27. září 1955 se Nenni setkal v Moskvě s Malenkovem a Suslovem; 30. září v Pekingu s Čou En-lajem a Mao Ce-tungem a 15. října v Jaltě s Chruščovem, který se již připravoval na brzké odsouzení stalinismu, což se stalo několik měsíců poté na XX. sjezdu KSSS. Po zveřejnění tajného projevu Nikity Chruščova se Nenni v savojském Pralognanu setkal se socialistickým demokratem Saragatem, našel s ním společnou řeč a později odvolal smlouvu o jednotné akci s komunisty, která byla přetvořena na pouhou „dohodu o konzultacích“.
PSI se od komunistů ještě více vzdálila po událostech v Maďarsku v roce 1956. Novinář Luigi Fossati, tehdy korespondent Avanti!, mohl revoluci shodou okolností sledovat: byl v říjnu 1956 v Budapešti a byl jediným západním novinářem, který osobně reportoval o povstání maďarského lidu proti stalinistickému režimu Rákosiho až do příjezdu sovětských tanků 4. listopadu. Napsal řadu článků založených na svých pozorováních a přímých zprávách od účastníků lidového povstání, které se mu dařilo doručovat do redakce prostřednictvím krajanů odjíždějících do Itálie. Avanti! články zveřejnil bez jakékoliv cenzury i přesto, že implicitně obviňovaly Sověty z toho, že vojenská invaze do Maďarska má jediný cíl: dosadit k moci lidi věrné sovětské ortodoxii a potlačit pokus o obnovu komunistického režimu požadovaný většinou maďarského obyvatelstva. Je třeba si přitom uvědomit, že v té době byla PSI stále silně propojena s komunisty v PCI a s mýtem Sovětského svazu jako vlasti skutečného socialismu.

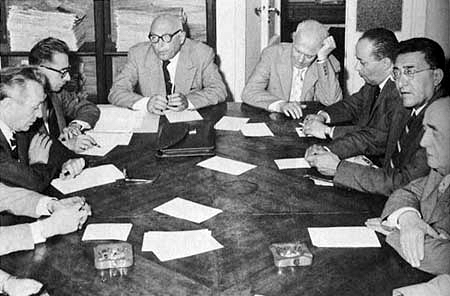
Vedení PSI roku 1960: zleva Achille Corona, Giovanni Pieraccini, Pietro Nenni, Sandro Pertini, Giacomo Brodolini, Riccardo Lombardi a Alberto Jacometti.

Fossatiho reportáže převzaly téměř všechny italské noviny a také mnoho zahraničních médií. Jejich obsah ovlivnil postoje většiny členů vedení Italské socialistické strany ve prospěch maďarské revoluce, což znamenalo definitivní odcizení PSI sovětskému režimu. V čísle Avanti! z 5. listopadu 1956, ve kterém byla zveřejněna Fossatiho reportáž, Nenni, tehdejší generální tajemník PSI, vydal prohlášení odsuzující invazi a podporující požadavky východoevropských národů na demokracii, svobodu a nezávislost.
20. listopadu 1956 vydavatel Giulio Einaudi požádal Nenniho o povolení vydat reportáže Luigiho Fossatiho z Budapešti knižně: „Chci pouze říct, že zveřejnění této zprávy v nakladatelství, které není stranické, by dalo tvé předmluvě a zprávě o maďarských událostech politický význam, ovlivnilo veřejné mínění, které v tomto okamžiku je omámeno a zmateno, což ty dokážeš lépe zhodnotit než já.“ Nenni pochopil, že Einaudiho iniciativa rozšíří diskuzi o událostech v Maďarsku na celou levici a umožní mu seznámit ji s postojem socialistů k obraně maďarského lidu před sovětským vojenským zásahem. Souhlasil proto s publikací a poskytl Einaudimu předmluvu, kde mimo jiné říká: „Zprávy Luigiho Fossatiho o událostech v Budapešti pro Avanti! nejsou pouze reportáží; jsou to svědectví socialisty.“ Politicky jasná slova byla otisknuta černě na strohém bílém obalu knihy navrženém Brunem Munarim; ten se stal grafickým vzorem nové řady knih o současnosti vydávaných nakladatelstvím Einaudi, jež dostala název I libri bianchi, Bílé knihy. Fossatiho kniha pak byla úspěšná nejen díky časnému vydání (leden 1957), ale také díky jemnosti a hloubce Fossatiho analýzy.
Nenni vrátil Stalinovu mírovou cenu, kterou obdržel před pěti lety, a částku, kterou s cenou dostal, věnoval Mezinárodnímu červenému kříži na pomoc obětem maďarské revoluce a suezské krize.
Ve straně Nenni založil proud „autonomistů“ snažících se vytvořit podmínky pro vládu založenou na dohodě mezi socialisty a centristy. Proti němu stál proud „tankistů“, kteří podporovali intervenci sovětských vojsk v Maďarsku. Mnozí „tankisté“ opustili stranu a v roce 1964 založili novou stranu PSIUP. To do PSI přitáhlo zbývající představitele bývalé Partito d'Azione (jako byl Tristano Codignola), kteří tam přešli z Unità Popolare, a několik komunistů, kteří opustili PCI v důsledku její podpory sovětské intervence v Maďarsku; mezi nimi byli Antonio Giolitti, Loris Fortuna a Antonio Ghirelli.

#### Středolevé vlády
Výsledky parlamentních voleb v roce 1958 odměnily autonomistickou linii PSI, která získala 14,2 % hlasů v Poslanecké sněmovně (+1,5 %).

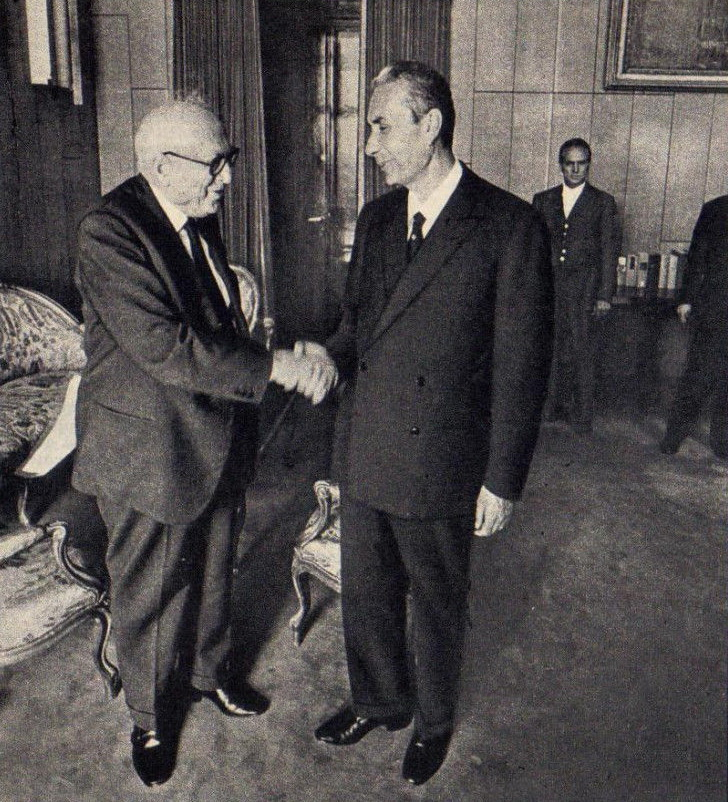
Pietro Nenni a Aldo Moro

Z voleb vzešla druhá Fanfaniho vláda, složená z křesťanských demokratů a sociálních demokratů, s tichou podporou republikánů, která i přesto, že byla označována jako středolevá, měla socialisty z PSI stále v opozici. Tato vláda měla krátký život a padla 15. února 1959. Již 33. kongres PSI, konaný v Neapoli od 15. do 18. ledna 1959, končil vítězstvím autonomistů s 58,3 %, proti 32,65 % levicového křídla Vecchiettiho a Valoriho a 8,73 % hlasů pro návrh Bassa.
Až s nástupem Alda Mora do čela křesťanských demokratů a vítězstvím Uga La Malfy nad konzervativcem Randolfem Pacciardim na XXVII. sjezdu PRI (březen 1960) bylo možné přistoupit k vytvoření čtvrté vlády Fanfaniho (21. února 1962), ve které PSI poprvé od roku 1947 nehlasovala proti a pouze se zdržela hlasování o důvěře. Na socialistickém sjezdu v Miláně ve dnech 25. až 29. října 1963 pak strana rozhodla o přímém zapojení do nové středolevé vlády, označované jako „organická“.
Nenni tak opustil po čtrnácti letech post generálního tajemníka PSI, aby přijal vládní funkci. Opakovaně byl ministrem a v prvních třech Morových vládách také místopředsedou vlády; zasazoval se o přijetí ekonomických a strukturálních reforem, o reformu školství (prosazoval zrušení povinné výuky latiny, kterou označil za „panský jazyk“) i o zjednodušení byrokracie (proslulý byl jeho boj proti titulu excelence). Velkou část reforem obsažených v programu první středolevé vlády však nesli nelibě konzervativnější členové Křesťanské demokracie i nový prezident, křesťanský demokrat Antonio Segni, zvolený 2. května 1962 s podporou pravice. 25. června 1964 musel Moro podat demisi poté, co byl poražen v rozpravě o rozpočtu ministerstva školství, konkrétně o části, která přidělovala vyšší finanční prostředky na provoz soukromých škol.
Během konzultací ohledně přidělení nové vládní funkce Segni vyvíjel tlak na Nenniho, aby přiměl Socialistickou stranu k odchodu z vlády tím, že by v každém případě vrátil parlamentu zákon o územním plánování, který prosazovali Fiorentino Sullo a Riccardo Lombardi. Podle některých historiků by v případě neúspěchu jednání o vytvoření nové středolevé vlády byl Segni nakloněn nahrazení Mora prezidentem Senátu Cesarem Merzagorou, který byl konzervativnější a byl podporován velkými podnikateli. Moro však dokázal sestavit novou středolevou vládu poté, co přesvědčil Nenniho, aby omezil své reformní ambice. V Avanti! z 22. července se Nenni ospravedlňoval před svými voliči a stranickými kolegy tím, že pokud by nabídku nepřijal, nastoupila by k vládě pravice.

#### Sjednocení levice

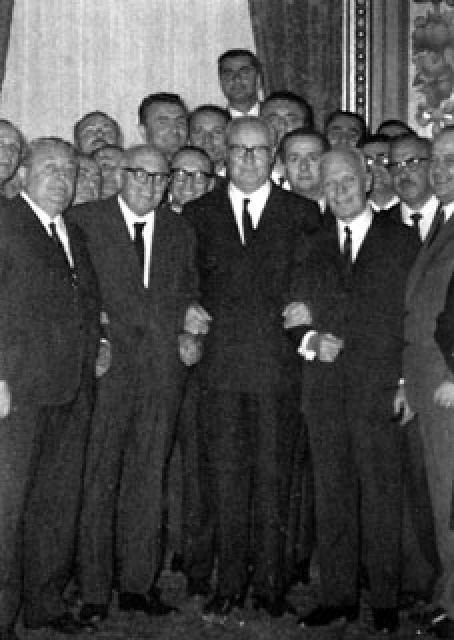
Giuseppe Saragat jako prezident republiky slaví s Nennim a Pertinim

Ve volbách prezidenta republiky v roce 1964, vyvolaných předčasným odstoupením prezidenta Segniho, postiženého 7. srpna mrtvicí, kandidoval i Nenni. Jeho strana ho navrhovala od 10. kola hlasování. Od 13. kola byl volen i parlamentními zástupci KPI a PSI, až dosáhl stropu 385 hlasů ve 20. kole (kvorum pro volbu bylo stanoveno na 482 hlasů). Nicméně již ve 18. kole se křesťanští demokraté a sociální demokraté rozhodli podpořit Giuseppa Saragata, který byl pak zvolen, a Nenni se rozhodl vzdát kandidaturu ve prospěch svého přítele a politického soupeře.
Politika levého středu a prezidentství přítele Saragata podporovaly uskutečnění Nenniho dlouholetého záměru, sjednocení socialistů. Téměř dvacet let po rozkolu v Palazzo Barberini se mohl uskutečnit cíl socialistické jednoty, jenž měl Nenni neustále na zřeteli.

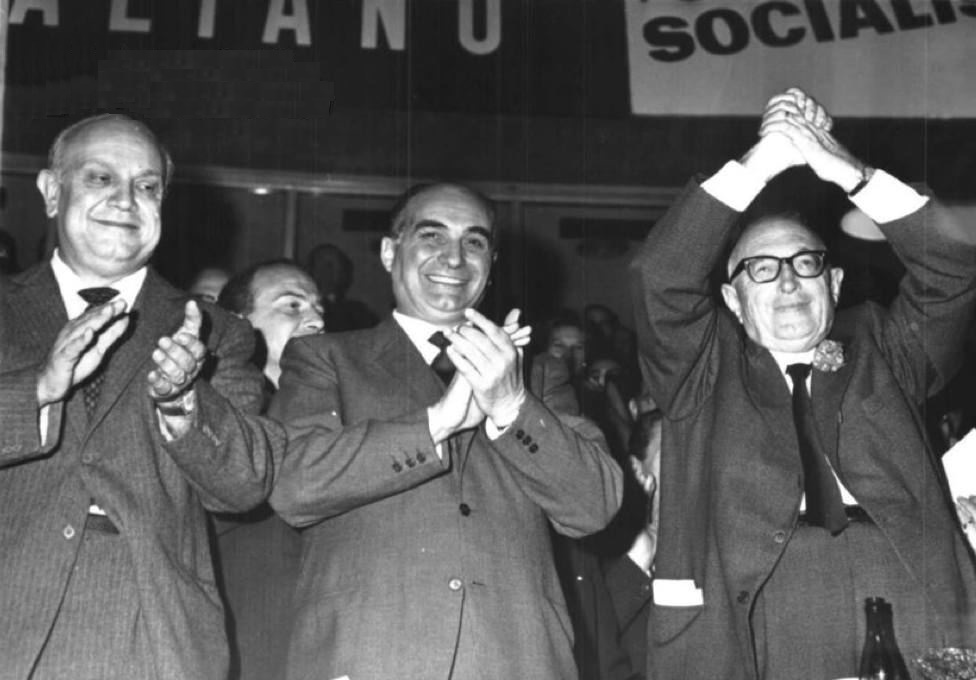
Socialistický slučovací sjezd v Římě 30. října 1966, zleva De Martino, Tanassi a Nenni

Dne 30. října 1966 se PSI a PSDI po několika letech společné přítomnosti ve středolevých vládách sloučily do PSI-PSDI Unificati (známé též jako Partito Socialista Unificato, Sjednocená socialistická strana). Odpůrci sjednocovacího projektu, které vedl poslanec PSDI Giuseppe De Grazia, založili hnutí Socialdemocrazia, které však brzy zmizelo z národní politiky. Fúze byla vyhlášena před 20-30 000 lidmi na slučovacím sjezdu v Palazzo dello Sport dell'EUR v Římě; 1450 socialistických delegátů zvolilo Nenniho jediným předsedou nové strany.
6. května 1966 pronesl Nenni projev ve Stockholmu na sjezdu Socialistické internacionály. Byl to první krok k návratu PSI do Internacionály po 17 letech. Odsoudil přitom převrat plukovníků v Řecku z 21. dubna 1967; Nenni pak byl jedním z tří politiků, kteří se setkali s Alexandrem Panagulisem po jeho příjezdu do Itálie v roce 1973.
Následující volby 19. května 1968 znamenaly pro Sjednocenou socialistickou stranu vážnou porážku v porovnání s výsledky obou sjednocených stran v předchozím volebním období: ztratili 29 křesel v Poslanecké sněmovně a 12 křesel v Senátu. Naopak socialisté odmítající sjednocení, kteří se spojili do strany Partito Socialista Italiano di Unità Proletaria, získali 4,45 % hlasů, 23 členů Poslanecké sněmovny a několik senátorů v alianci s Italskou komunistickou stranou.
Proto se frakce maximalistů ve straně vrátily k požadavku strategie zaměřené na znovuzískání ztracené podpory na levici, což způsobovalo stále větší znepokojení mezi bývalými sociálními demokraty. Mezitím se Nenni angažoval v posilování mezinárodních vztahů Sjednocené socialistické strany: uskutečnil významné oficiální návštěvy stran ve Velké Británii a Jugoslávii. V červnu byl zvolen doživotním místopředsedou Socialistické internacionály.

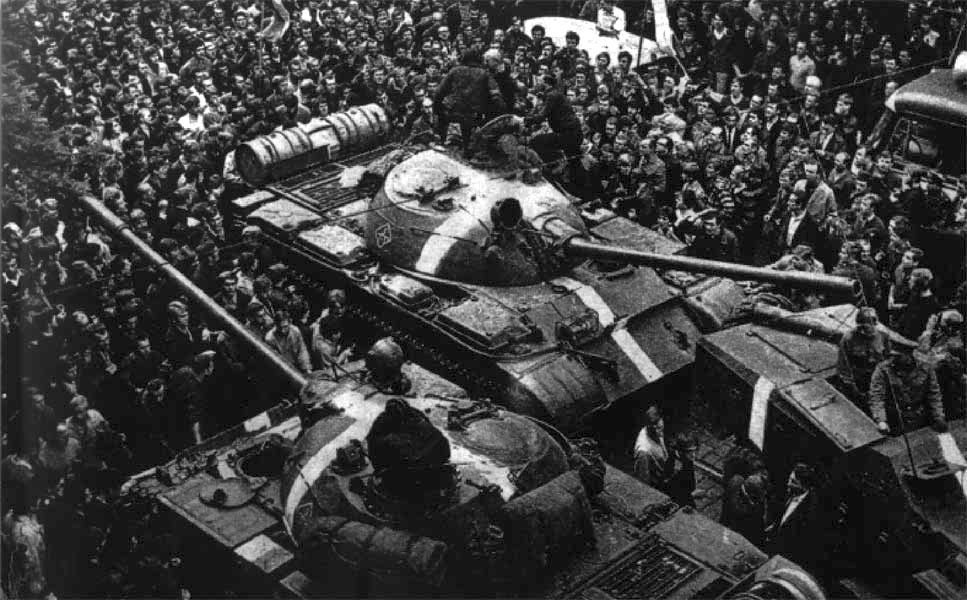
Demonstranti obklopují několik sovětských tanků během prvních dní invaze do Československa

V noci mezi 20. a 21. srpnem 1968 vtrhla vojska Varšavské smlouvy (s výjimkou Rumunska) do Československa, aby potlačila pražské jaro. Dne 29. srpna Nenni pronesl ve sněmovně projev ostře odsuzující tuto invazi.

#### Ministr zahraničí
Nenni byl znovu jmenován ministrem zahraničí v první Rumorově vládě (12. prosince 1968 - 5. srpna 1969). Získal od parlamentu schválení svého výkladu závazků, které Itálie přijala jako člen Severoatlantické smlouvy a kterou koncipoval již roku 1955: „Vláda [...] považuje Severoatlantickou smlouvu, v její defenzivní a geograficky omezené interpretaci, za klíčový prvek v bezpečnosti země, přijímá její závazky a má v úmyslu je plnit v kontextu celkové politiky zaměřené na vytvoření a upevnění podmínek pro mírový vývoj v mezinárodních vztazích tak, aby se stala vyvažujícím prvkem a ne původcem konfliktů mezi bloky, a tak směřovala k jejich překonání.“
29. ledna 1969 Itálie podepsala Smlouvu o nešíření jaderných zbraní současně s vládami ve Washingtonu, Londýně a Moskvě. Ve stejném měsíci, v lednu 1969, předložil Nenni návrh na uznání Čínské lidové republiky a vzápětí Čínská republika na Tchaj-wanu oznámila ukončení bilaterálních vztahů s Itálií. Itálie tak předběhla rezoluci OSN číslo 2758 (XXVI) ze 25. října 1971, kterou Valné shromáždění OSN uznalo diplomaty Čínské lidové republiky za jediné legitimní zástupce Číny v OSN a vypovědělo vyslance Tchaj-wanu, tehdy vedeného Čankajškem.

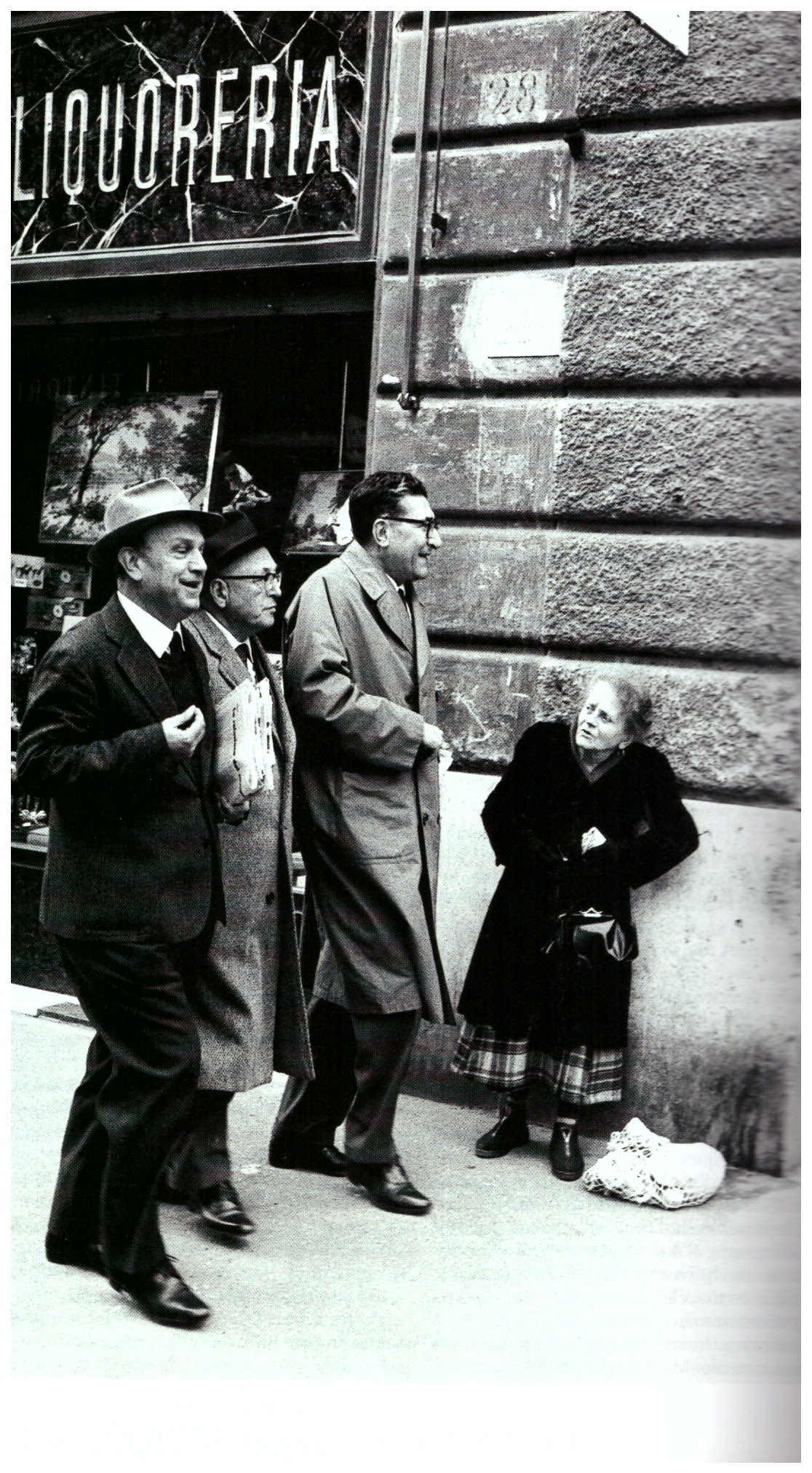
Pietro Nenni, Francesco De Martino a Riccardo Lombardi se procházejí Římem, šedesátá léta

V turbulentní atmosféře po roce 1968 se v červenci 1969 konal sjezd sjednocené strany, která v říjnu 1968 přijala název PSI. Nenni usiloval o zachování jednoty byl však poražen maximalistickou linií De Martina. Okamžitě 5. července 1969 ve straně došlo ke druhé roztržce, tentokrát nevratné: socialistická frakce si podržela zkratku PSI, zatímco sociálnědemokratická část založila Stranu jednotných socialistů (PSU), která 10. února 1971 znovu převzala název Italská sociálnědemokratická strana (PSDI). Po tomto rozkolu Nenni rezignoval na pozice předsedy strany a ministra zahraničí a varoval před důsledky posunu politické osy k pravici.
V roce 1970 prezident republiky Giuseppe Saragat Nenniho jmenoval doživotním senátorem. Nenni zůstal i čestným předsedou strany.

#### Závěr života
Ve volbách prezidenta republiky v roce 1971 Nenni kandidoval proti Giovanni Leonemu ve 22. a 23. kole volby, ale nakonec neuspěl. Vystupoval také proti posílení přítomnosti NATO v Itálii. Jeho poslední velkou kampaní byla ta za uznání rozvodu; první návrh tohoto zákona v parlamentu předložila už v roce 1958 Nenniho dcera Giuliana, tehdejší senátorka za PSI. Zklamání z mnoha nesplněných nadějí a z rozpadu středolevého politického spektra, ale také obtížná identifikace se změněnými společenskými a politickými podmínkami země, Nenniho dovedlo k jeho „smutnému období“.
V roce 1976 De Martino oznámil v článku pro Avanti! ukončení podpory PSI pro pátou vládu Alda Mora, což vedlo k jejímu pádu. Následující předčasné parlamentní volby skončily pro Socialistickou stranu těžkou porážkou, když se podíl jejích hlasů propadl pod psychologickou hranici 10 %. Křesťanské demokracii se podařilo volby vyhrát a došlo i k posílení komunistů pod vedením Enrica Berlinguera. Před volbami Nenni inicioval výzvu na stránkách deníku La Repubblica s cílem umožnit Radikální straně (Partito Radicale) pod vedením Marca Pannelly během volební kampaně přístup do sdělovacích prostředků. Výzvu podepsalo více než padesát osobností a umožnila Radikálům poprvé vstoupit do italského parlamentu.
De Martino, který směřoval k nové alianci s komunisty, byl po volbách donucen k rezignaci a v PSI vznikla vážná krize. Proto se 16. července 1976 sešel mimořádně v Hotelu Midas v Římě ústřední výbor strany a s rozhodující podporou Nenniho byl generálním tajemníkem zvolen Bettino Craxi, zastánce autonomistické linie a politický následník Nenniho. Nenni až do konce podporoval Craxiho v jeho úsilí o obnovu italského socialismu; Craxi pak ovšem po Nenniho smrti PSI dovedl k zániku následkem korupčního skandálu Tangentopoli.
Přestože to kvůli jeho zdravotnímu stavu bylo velmi obtížné, Nenni se 20. června 1979 dostavil do Senátu, aby jako nejstarší senátor zahájil jeho ustavující schůzi. (Ještě starší Ferruccio Parri nemohl tuto roli ze zdravotních důvodů zastat.) Zabránil tím, aby schůzi zahájil senátor fašizujícího Movimento Sociale Italiano - Destra Nazionale (MSI) Araldo di Crollalanza, bývalý ministr veřejných prací za fašismu a vysoký funkcionář loutkové Republiky Salò. Nenni zahájil schůzi přivítán dlouhým a bouřlivým potleskem stojících senátorů, a pronesl krátký projev.
Nedlouho poté, 1. ledna 1980 ve 3:20 ráno, Nenni u sebe doma zemřel. Nazítří, zatímco přicházela vyjádření soustrasti i na mezinárodní úrovni, Avanti! zveřejnil poslední článek zesnulého, napsaný pro socialistický almanach 1980 a nazvaný Rinnovarsi o perire (Obnovit se nebo zahynout). Rozloučení se konalo na náměstí Augusto Imperatore v Římě, nedaleko historického sídla PSI v via del Corso. Zorganizovala je jeho strana, která mu v roce 1981 věnovala XLII. národní sjezd v Palermu. Pietro Nenni je pohřben na hřbitově Cimitero del Verano v Římě.
Na památku Pietra Nenniho byla 17. dubna 1985 v Římě založena Nadace Pietra Nenniho (La Fondazione Pietro Nenni), ústav pro politická, historická a odborová studia uznaný prezidentským dekretem č. 1001 ze dne 20. listopadu 1986. Nadace je neziskovou organizací a jejím účelem je podporovat a realizovat studie a výzkumy, sjezdy, semináře a veškeré další iniciativy zaměřené na zkoumání problémů týkajících se sociálního, politického, kulturního a hospodářského vývoje současné společnosti.

## Dílo
Celoživotní vášnivý psavec Pietro Nenni je autorem velké řady brožur, novinových článků a dalších příležitostných textů. Kromě toho byly vydány jeho parlamentní projevy, část jeho rozsáhlé korespondence (ta, jejímiž adresáty byli Ugo La Malfa, Aldo Moro, Franco Iacono a Lelio Basso) a deníky, které si vedl v letech 1943 až 1979.